# Étienne-Jean Georget
Pour les articles homonymes, voir Georget.
Étienne-Jean Georget, né en 1795 à Vernou-sur-Brenne et mort en 1828, est un psychiatre français. Il a été l'élève de Philippe Pinel et de Jean-Étienne Esquirol.
Il a d'abord fait ses études médicales à Tours puis à Paris où il a ensuite exercé à l'Hôpital de la Salpêtrière. Il est connu pour ses écrits et ses apports en psychopathologie et aussi pour avoir demandé à Théodore Géricault de faire des toiles sur le thème de la folie. Il a amélioré et complété la nosographie de Pinel et a bien précisé et délimité le champ de la psychose de celui des affections découlant de maladies organiques.